# Heinrich IV. (Vaudémont)
Heinrich IV. (* ?; † 26. August 1346 bei Crécy-en-Ponthieu) war als Mitregent seines Vaters ein Graf von Vaudémont. 
Heinrich war der einzige Sohn des Grafen Heinrich III. und der Isabella von Lothringen, einer Tochter des Herzogs Friedrich III. von Lothringen. Am 26. August 1346 kämpfte er auf französischer Seite in der Schlacht bei Crécy gegen die Engländer und wurde dabei getötet.
Da Heinrich nicht verheiratet war, starb mit ihm das Grafenhaus von Vaudémont im Mannesstamm aus. Nach dem Tod des Vaters 1348 folgte deshalb der Schwestersohn, Heinrich von Joinville, nach.